# StarRo
starRo（スターロー）は、日本の音楽プロデューサー、マルチ・インストゥルメンタリスト、DJである。本名は溝口 真矢（みぞぐち しんや）。

## 経歴
神奈川県横浜市出身。ジャズ・ピアニストの父親を持ち、幼いころから、ピアノやギターを演奏していた。慶應大卒業後、都内でサラリーマンとして働き、2007年渡米しIT企業に就職した。2010年ごろ、インターネットにアップした楽曲が、音楽関係者の目に留まり、本格的に音楽活動を開始。2013年、Soulectionに加入。2014年、音楽活動が忙しくなり、IT企業を退職。その後は、ロサンゼルスを拠点に音楽活動を継続。2015年、アルバム『Emotion』がリリースされる。2016年、アルバム『Monday』がリリースされる。同年、The Silver Lake Chorusの「Heavy Star Movin' (starRo Remix)」が第59回グラミー賞の最優秀リミックス・レコーディングにノミネートされた。
2019年、米音楽業界の商業形態に違和感を持ち帰国。国内でライブや作曲を中心に音楽活動を継続するつもりだったが、新型コロナウイルス感染拡大による制限もあり、執筆活動に力を傾注した。2021年、音楽画像収録のため訪れた田沢湖の自然や食、温泉に大きな感銘を受ける。先に仙北市の協力隊員に就任した音楽仲間の岩見谷慎太郎の話を聞くうちに、仙北市への移住を決意。2023年4月､仙北市の地域おこし協力隊員に就任した。

## ディスコグラフィー

### アルバム
- Emotion  (2015年)
- Monday （2016年）

### EP
- Komorebi （2011年）
- Soulection White Label: 004 （2013年）

### シングル
- "Touching the Void" （2013年）
- "Waiting" （2014年）
- "California" （2014年）
- "House Party" （2015年）
- "I Will" （2015年）
- "Relapse" （2016年）
- "Milk" （2016年）
- "Yams　feat. Masego" （2016年）
- "Getaway (starRo Remix)  (2016年)
- "Harajuku Affair"（2017年）
- "Maybe feat.Friday Night Plans"（2017年）
- "High Tide"（2018年）
- "HANG OVER feat. KID FRESINO, 鋼田テフロン"（2018年）
- "HANG OVER" （2018年）
- "Hear You Now (StarRo Remix)"（2018年）
- "OMAE"（2019年）
- "Moya Moya Party"（2019年）
- "Fade Out"（2019年）
- "深海 - ENERGY MUSIC "DEEP SEA" "（2019年）
- "Fade Out (FOFU remix)"（2019年）
- "Twisted (staRo Remix)"（2019年）
- "I Used To Be"（2020年）
- "ADHD"（2020年）
- "Pink Snow (starRo Remix)"（2020年）
- "Imitation crab (staRo remix)"（2020年）
- "eternity"（2020年）
- "Ceiling"（2020年）
- "Zuum!"（2021年）
- "Relocate (starRo Remix)"（2021年）
- "A.S.A.P ~as slow as possible~"（2023年）